# Epichloorhydrine
Epichloorhydrine is een kleurloze, organische vloeistof met een kenmerkende geur. Het is een epoxide en een reactieve stof, die kan polymeriseren onder invloed van hitte of van sterke zuren of basen.

## Synthese
Epichloorhydrine wordt bereid uitgaande van allylchloride (dat uit propeen en chloor wordt bekomen). Allylchloride wordt in reactie gebracht met een natriumhydroperoxide, waardoor het epoxide gevormd wordt.
Solvay heeft een eigen proces ontwikkeld voor de productie van epichloorhydrine uit glycerol, dat onder meer ontstaat als bijproduct van de biodieselproductie. In dit Epicerolproces reageert glycerol  met waterstofchloride tot 1,3-dichloor-2-propanol. Een carbonzuur, -zout of -ester, zoals adipinezuur, fungeert als katalysator. In een tweede stap, de dehydrochlorering, wordt dit dichloorpropanol met natriumhydroxide omgezet in epichloorhydrine. In 2012 startte Vinythai, een dochteronderneming van Solvay, de eerste Epicerolfabriek op in Map Ta Phut (Thailand), met een capaciteit van 100.000 ton per jaar.

## Toepassing
Epichloorhydrine is een sterk reactief product en wordt gebruikt als tussenproduct in de chemische industrie, voornamelijk voor polymeren (epoxyharsen, fenoxyharsen, en andere); ook voor de synthese van glycerine. Het wordt ook gebruikt als oplosmiddel voor cellulose, harsen en verven.

## Toxicologie en veiligheid
Epichloorhydrine polymeriseert bij verhitting of onder invloed van sterke zuren of basen. Bij verbranding komen giftige en corrosieve dampen vrij (met name waterstofchloride en chloor).
Epichloorhydrine is een corrosieve stof voor de ogen, de huid en de luchtwegen. Inademing van de damp kan longoedeem veroorzaken. De stof kan effecten hebben op het centraal zenuwstelsel, de nieren en de lever. Blootstelling aan een te hoge dosis kan de dood veroorzaken.
Epichloorhydrine is waarschijnlijk kankerverwekkend bij de mens (IARC-klasse 2A). Uit dierproeven is gebleken dat de stof genetische schade veroorzaakt en dus mogelijk schadelijk is voor de voortplanting of de ontwikkeling bij de mens.